# Ерро (митець)

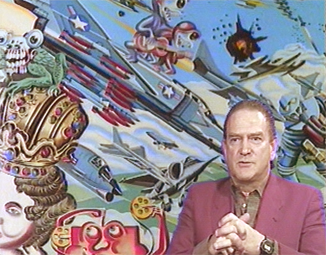
Ерро

Е́рро (ісл. Erró, справжнє ім'я Ґу́дмундур Ґ́удмундссон ісл. Guðmundur Guðmundsson; *19 липня 1932, Олафсвік) — ісландський постмодерний художник. Брат Арі Трейсті Гудмундссона. 
У 1952—1954 рр. вивчав живопис у Художніх академіях Рейк'явіка та Осло. Після цього переїхав до Італії, де у Флоренції та Равенні до 1958 року займався мистецтвом мозаїки. 
1958 року Ерро виїхав до Парижу. 1960 року він узяв участь у художній виставці «Антипроцес» (Antiproces). У 1961—1968 рр. щорічно проводив виставки в паризькій сезонній виставці «Травневий салон» (Salon de Mai). В цей час здійснює багато поїздок, мешкає поперемінно в Парижі, Таїланді, на острові Форментері (Балеарські острови).
1999 року він подарував велику колекцію своїх робіт Музею мистецтв у Рейк'явіку, який виставив частину з них на постійну експозицію та відкрив вебсайт, де можна переглянути всю колекцію. 
2010 року Браян Болленд звинуватив Ерро у плагіаті.